# Roots rock
El Roots rock o Rock de raíces es un subgénero de música rock que mira hacia atrás, a los orígenes del rock y la música folk, blues y country. Está particularmente asociado con la creación de subgéneros híbridos en los últimos años de la década de los 60, incluyendo el country rock y el rock sureño, que han sido vistos como reacción a los excesos del dominante rock psicodélico y el rock progresivo en desarrollo. Porque la música de raíces (Americana) es a menudo utilizada para significar el folk y formas musicales mundiales; el rock de raíces es a veces utilizado en un sentido amplio para describir cualquier música de rock que incorpora elementos de esta música.  En los años 1980, el rock de raíces disfrutó de un resurgimiento en respuesta a las tendencias en Punk rock, New wave y Heavy metal.

## Historia

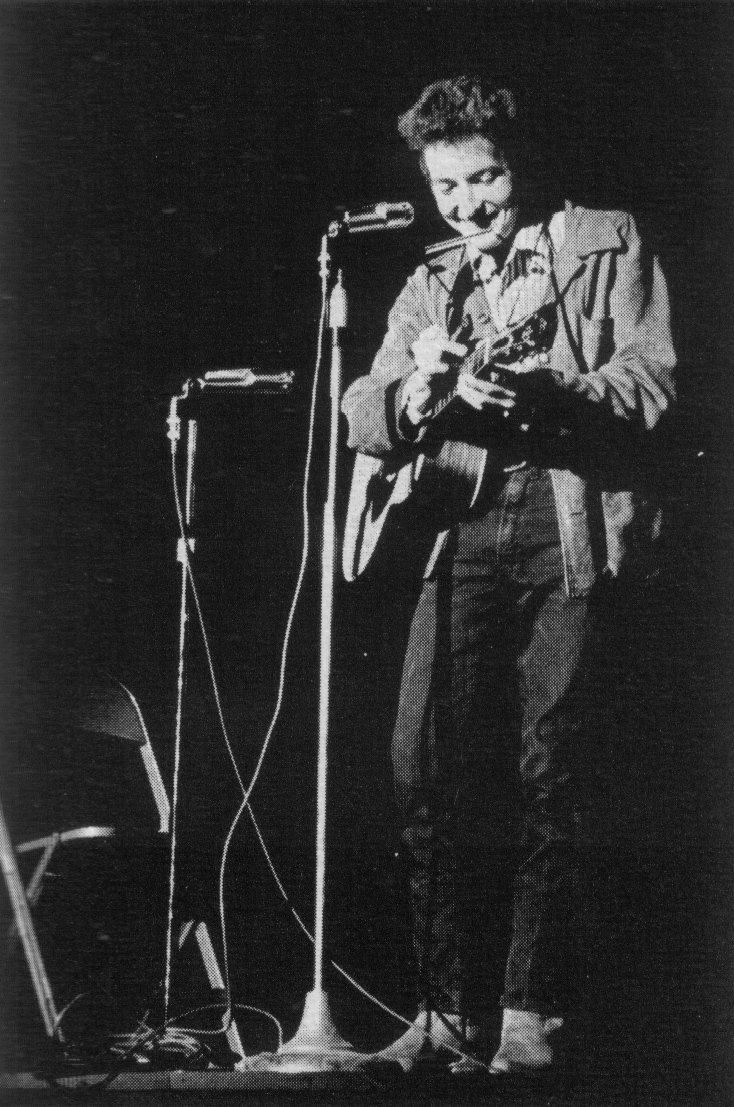
Bob Dylan

En 1966, ante el desplazamiento de muchos artistas de rock hacia la psicodelia expansiva y más adelante experimental, Bob Dylan encabezó el resurgimiento de una vuelta a las raíces, a lo básico, cuando se fue a Nashville para grabar el álbum Blonde on Blonde, utilizando músicos locales notables como Charlie McCoy. Esto, y los álbumes posteriores más claramente influenciados por el country, "John Wesley Harding" (1967) y "Nashville Skyline" (1969), se han visto como la creación del género country folk, una ruta seguida por una serie de músicos folk, en gran medida acústicos. Otros músicos que siguieron la tendencia de vuelta a lo básico de diferentes maneras fueron el grupo canadiense / estadounidense The Band y la banda con sede en California, Creedence Clearwater Revival, los cuales mezclaron el rock & roll básico con el folk, el country y el blues, para estar entre las bandas más exitosas e influyentes de la década de 1960. El mismo movimiento vio el principio de las carreras de artistas californianos en solitario como Ry Cooder, Bonnie Raitt y Lowell George. La tendencia de vuelta a lo básico sería evidente también en los álbumes de The Rolling Stones "Beggars Banquet" (1968) y "Exile on Main Street" (1972), así como en los álbumes de The Beatles "The White Album" (1968) y "Let It Be" (1970), y también en los de The Doors "Morrison Hotel" (1970) y "LA Woman" (1971).

### Country rock
El ejemplo de Dylan fue también seguido por The Byrds, a los que se unió Gram Parsons en 1968. Antes, el mismo año, Gram Parsons ya había grabado "Safe at Home" con The International Submarine Band, con los que hizo uso extenso del pedal steel guitar, lo que ha sido visto por algunos como el primer álbum de country rock. El resultado de la presencia de Parsons en The Byrds fue "Sweetheart of the Rodeo" (1968), generalmente considerado una de las mejores y más influyentes grabaciones del género. The Byrds continuó durante un breve período en la misma línea, pero Parsons dejó la banda poco después de que el álbum fuera lanzado uniéndose a otro exmiembro de The Byrds, Chris Hillman, para la formación de The Flying Burrito Brothers. Durante los siguientes dos años grabaron los álbumes The Gilded Palace of Sin (1969) y Burrito Deluxe (1970), que ayudaron a establecer la respetabilidad y los parámetros del género, antes de que Parsons partiera para seguir una carrera en solitario.
El country rock fue un estilo particularmente popular en la escena musical de la California de los últimos años de los 60, y fue adoptado por bandas como Hearts and the Flowers, Poco y Riders of the Purple Sage. Algunos músicos de folk rock siguieron a The Byrds al género, entre ellos The Beau Brummels y Nitty Gritty. Un cierto número de artistas también disfrutaron de un renacimiento en sus carreras por la adopción de sonidos country, incluyendo: The Everly Brothers, cuyo álbum Roots (1968) por lo general se considera parte de su trabajo más acertado; el exídolo adolescente Ricky Nelson, quien se convirtió en el líder de The Stone Canyon Band; Mike Nesmith, que formó The First National Band después de su salida de The Monkees; y Neil Young, que ha entrado y salido del género a lo largo de su carrera. Uno de los pocos grupos que se ha movido desde el country al rock con éxito fue la banda de bluegrass The Dillards.
El mayor éxito comercial del country rock vino en la década de los 70, con artistas como The Doobie Brothers, que mezclaban elementos de R & B; Emmylou Harris (excantante de apoyo de Gram Parsons), convirtiéndose en la "Reina del country rock"; y Linda Ronstadt que creó una muy exitosa mezcla del género orientada al pop. Exmiembros de la antigua banda de acompañamiento de Ronstadt formaron los Eagles (fundada también por miembros de los Burritos, Poco y Stone Canyon Band), y surgieron como uno de los más exitosos grupos de rock de todos los tiempos, produciendo álbumes entre los que se incluyen Desperado (1973) y Hotel California (1976). El country rock comenzó a desvanecerse a finales de los 70 ante las tendencias del punk y la nueva ola.

### Rock sureño
Aunque los estados del sur habían sido, más que cualquier otro, el lugar de nacimiento del rock and roll, después de la caída del rockabilly a finales de los 50, no surgió ningún estilo regional distintivo de la música rock hasta la década de 1970. (A pesar de algunas exitosas bandas de la región, la importante contribución a la evolución de la música soul en la Stax-Volt Records y la existencia de Muscle Shoals y FAME Studios). The Allman Brothers Band son considerados a menudo los fundadores del rock sureño, quienes desarrollaron un sonido distintivo, en gran parte derivado del blues rock, pero incorporando elementos de boogie, soul y country, combinando instrumentación de rock duro y ritmos con acentos vocales y la guitarra slide de Duane Allman.

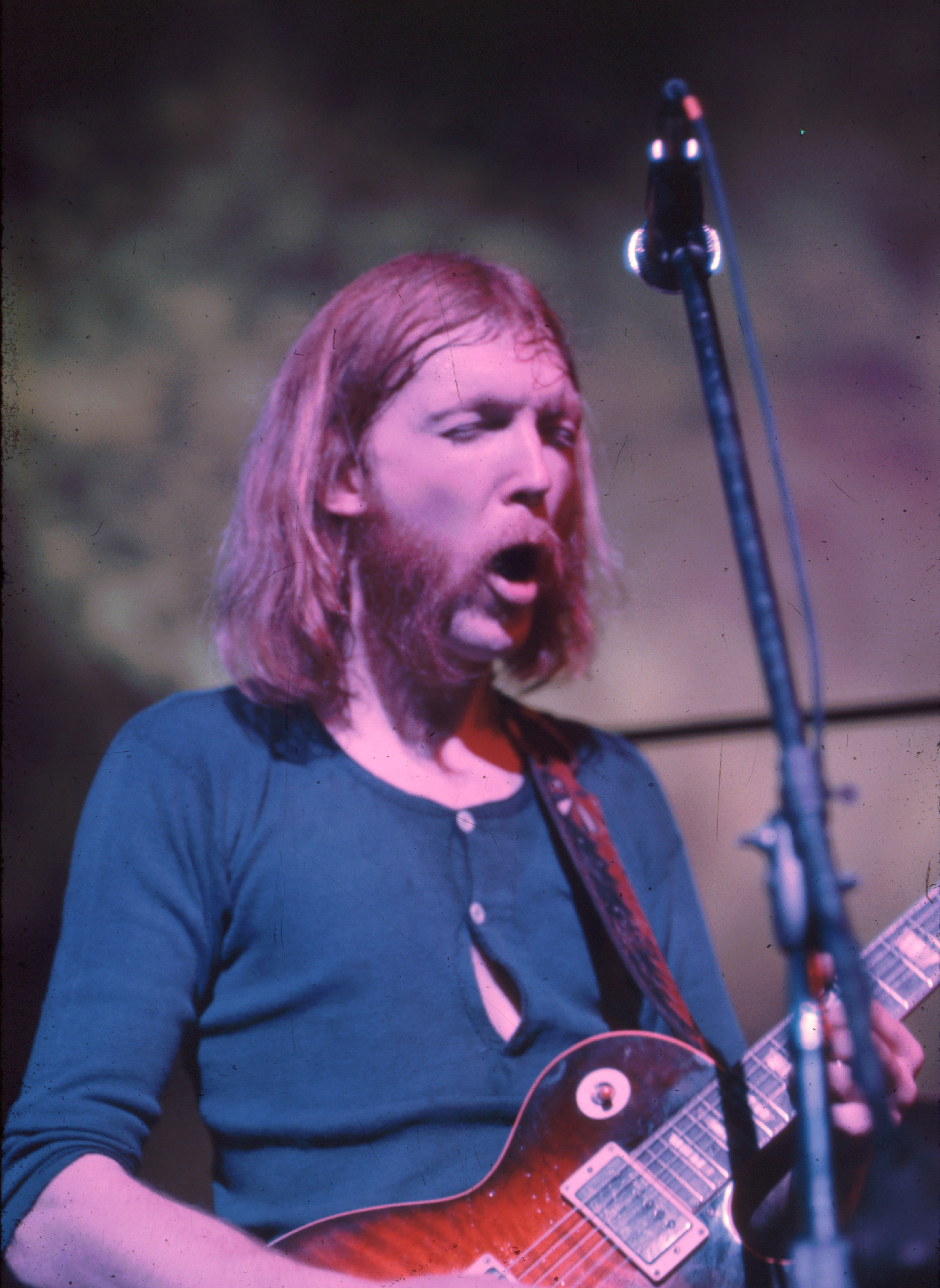
Duane Allman tocando la guitarra en el Fillmore Este, el 26 de junio de 1971 (espectáculo tardío)

De las bandas que siguieron a The Allman Brothers Band en el emergente género los más exitosos fueron Lynyrd Skynyrd, quienes, con canciones como "Free Bird" (1973) y "Sweet Home Alabama" (1974), ayudaron a establecer la imagen de good ol' boy (estereotipo del hombre blanco sureño) del subgénero y la forma general de la guitarra del rock de los 70. Fueron seguidos por muchas otras bandas, incluyendo los Dixie Dregs; Outlaws, los más influenciados por el country; Wet Willie, apoyado en el jazz; y The Ozark Mountain Daredevils, incorporando elementos de R&B y gospel. Después de la pérdida de los miembros originales de The Allman Brothers Band y Lynyrd Skynyrd, el género empezó a decaer, para perder popularidad en los últimos 70, pero se sostuvo en los 80 con bandas como 38 Special, Molly Hatchet y The Marshall Tucker Band.

### Heartland Rock
El término heartland rock fue primero utilizado a principios de los 70 para describir grupos del Midwestern arena rock como Kansas, REO Speedwagon y Styx (banda), pero se asoció con una forma más preocupada socialmente del rock de raíces, más directamente influenciada por el folk, country y rock and roll. Ha sido visto como un equivalente al country rock de la Costa Oeste y al rock sureño en la América del Medio oeste y del Cinturón Industrial. Dirigido por figuras que inicialmente habían sido identificadas con el punk y la nueva ola, estaba más fuertemente influenciado por bandas como Bob Dylan, The Byrds, Creedence Clearwater Revival y Van Morrison, y el rock básico de los 60, el garaje y The Rolling Stones.
Ejemplificado por el éxito comercial de cantoautores como Bruce Springsteen, Bob Seger, y Tom Petty, junto con bandas menos conocidas como Southside Johnny and the Asbury Jukes y Joe Grushecky and the Houserockers, fue en parte una reacción al deterioro posindustrial urbano en el Este y Medio Oeste, a menudo obsesionándose con asuntos de aislamiento y desintegración social, junto a un resurgimiento del rock and roll de los buenos tiempos El género logró su cumbre comercial, artística y de influencia a mediados de los 80, con el tema de Bruce Springsteen Born in the USA (1984), coronando las listas en todo el mundo y engendrando una serie superior de diez singles, junto con la llegada de otros artistas como John Mellencamp, Steve Earle y más cantoautores suaves como Bruce Hornsby.. También puede considerarse como influencia en artistas tan diversos como Billy Joel, Kid Rock y The Killers. Aunque varios artistas de heartland rock habían mantenido el éxito durante los 90 como Tom Petty, Bruce Springsteen, The Wallflowers, y en una extensión menor, The BoDeans y Los Lobos, la prosperidad comercial y popularidad general del heartland rock comenzó a desvanecerse a comienzos de los 90. Tanto la música rock en general como los temas de la clase trabajadora de cuello azul y blanca en particular, perdieron la influencia con las audiencias más jóvenes, por lo que los artistas se volvieron hacia trabajos más personales.

### Resurgimiento de los 80
El término "roots rock" o rock "de raíces" fue acuñado a mediados de los años 1980. Un número de bandas claves fueron definidos como cow punk; se trataba de punk rockers que tocaban música country, como Jason & The Scorchers de Tennessee, Dash Rip Rock de Luisiana y Drivin N Cryin de Georgia (USA); pero el centro del movimiento del cow punk comenzó en Los Ángeles, gracias a bandas como The Long Ryders, Tex & el Horseheads, The Rave-Ups, Rank and File y Lone Justice. También como parte de esta tendencia y disfrutando algo del éxito de la corriente principal estaban The Gun Club, Chris Isaak, John Mellencamp, BoDeans, y Los Lobos.
Además el movimiento de country alternativo, que produjo figuras como Sheryl Crow, Steve Earle, Lucinda Williams y Uncleío Tupelo, puede ser visto como parte de la tendencia del rock de las raíces. El movimiento empezó a declinar en popularidad otra vez en los 90 pero produjo algunas bandas como Son Volt, Wilco y Bottle Rockets.
Después de la separación de Dire Straits en 1995, el líder y compositor de letras Mark Knopfler ha regresado en gran medida al sonido del roots rock durante sus nueve álbumes desde entonces.